# Льоренте, Хулио
Хулио Льоренте Хенто (исп. Julio Llorente Gento; род. 14 июня 1966, Мадрид или Вальядолид, Кастилия и Леон) — испанский футболист, защитник.

## Карьера

### Клубная карьера
Во взрослом футболе дебютировал в 1985 году в клубе «Реал Мадрид Кастилья», где играл на протяжении двух сезонов, после чего перешёл в «Реал Мадрид».
В сезоне 1987/88 Льоренте был отдан в аренду в клуб «Мальорка», а затем вновь стал выступать за «Реал». Вместе с командой он дважды завоёвывал чемпионский титул, а в сезоне 1988/89 становился обладателем Кубка Испании.
Летом 1990 года Льоренте подписал контракт с клубом «Тенерифе». Он забил пять мячей в Кубке УЕФА 1996/97, что помогло команде выйти в полуфинал турнира.
В 1999 году «Тенерифе» вылетел во Второй дивизион, и 33-летний Льоренте присоединился к клубу "Саламанка, где и завершил карьеру футболиста один сезон спустя.

### Карьера в молодёжной сборной
В 1987—1988 годах Льоренте принял участие в семи матчах в составе национальной сборной Испании до 21 года.

## Личная жизнь
Льоренте происходит из спортивной семьи. Его дядей был известный футболист Франсиско Хенто, а его старшие братья Хосе Луис и Антонио более десяти лет играли в профессиональных баскетбольных клубах. Его брат Франсиско провёл семь сезонов в «Реале», несколько раз выходя на поле вместе с братом.

## Достижения
«Реал Мадрид»
- Чемпион Испании: 1988/89, 1989/90
- Обладатель Кубка Испании: 1988/89